# Камишовка (Єврейська автономна область)
Камишовка (рос. Камышовка) — село у Смідовицькому районі Єврейської автономної області Російської Федерації.
Орган місцевого самоврядування — Камишовське сільське поселення. Населення становить 1123 особи (2010).

## Історія
Згідно із законом від 26 листопада 2003 року органом місцевого самоврядування є Камишовське сільське поселення.

## Населення
| 2002 | 2010  |
| ---- | ----- |
| 1084 | ↗1123 |